# Heteronychia mossambica
Heteronychia mossambica är en tvåvingeart som först beskrevs av Zumpt 1951.  Heteronychia mossambica ingår i släktet Heteronychia och familjen köttflugor. Inga underarter finns listade i Catalogue of Life.